# Gubernia wileńska

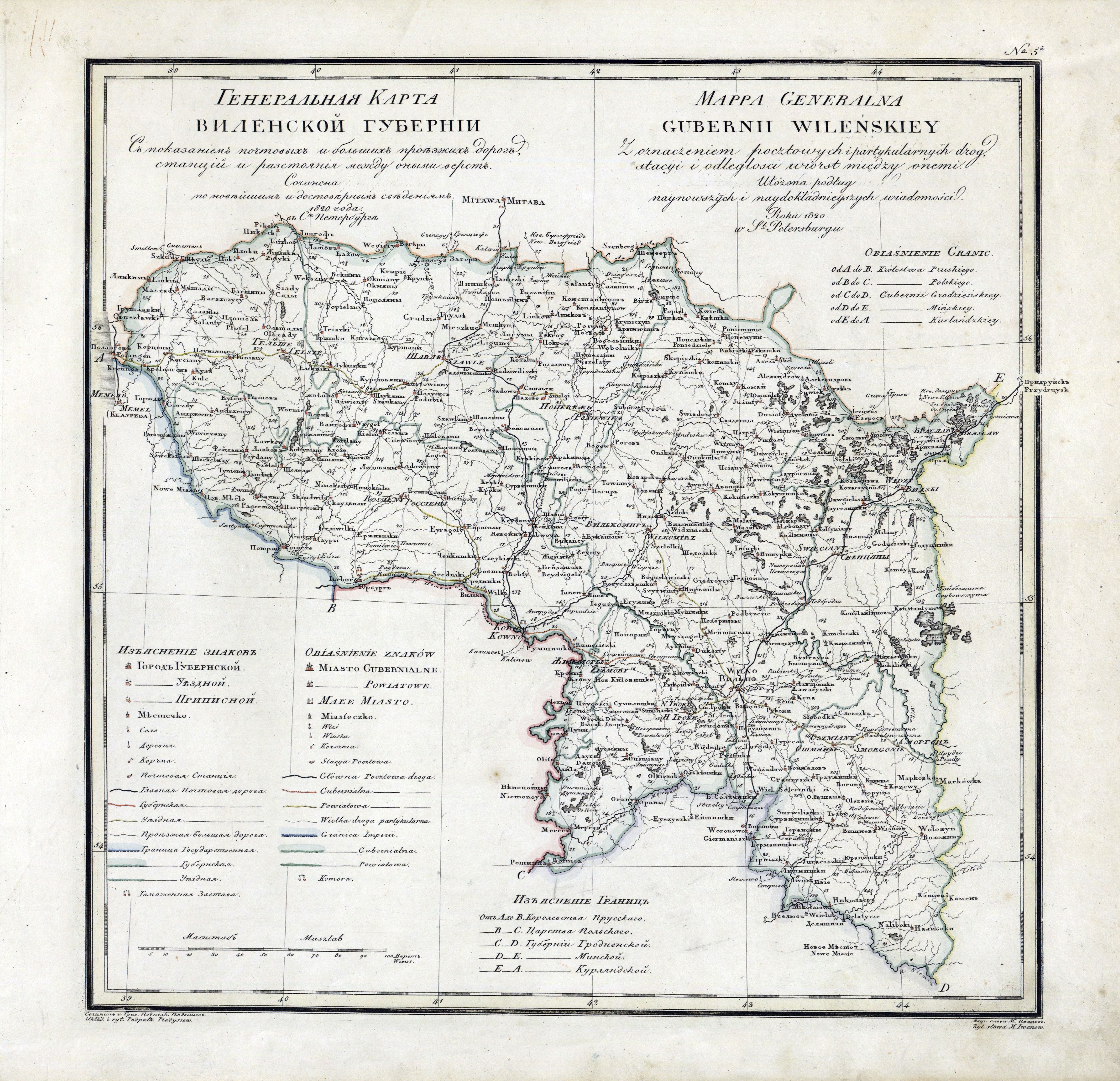
Mappa generalna gubernii wileńskiey, Petersburg 1820

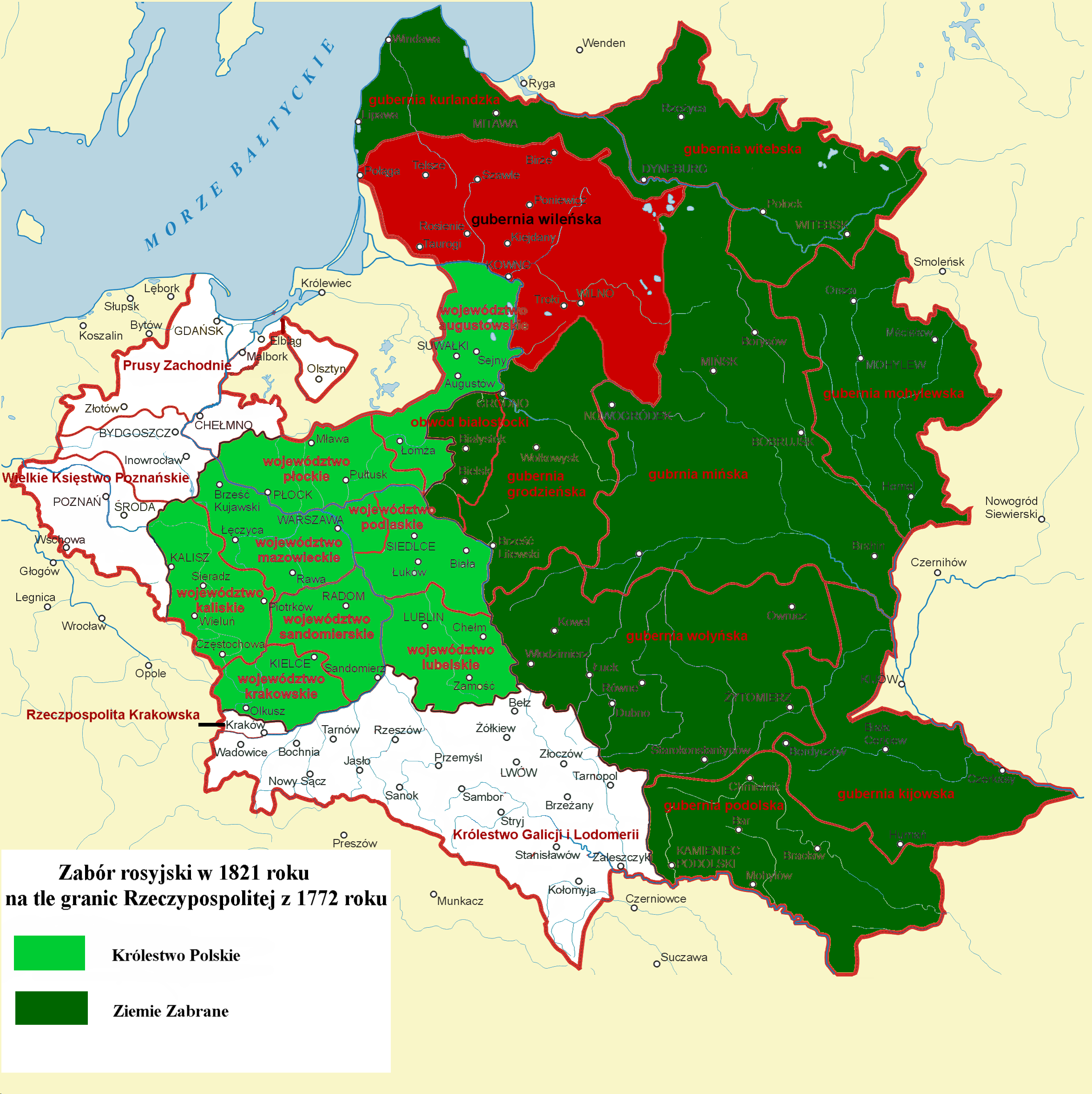
Gubernia wileńska na tle ziem zaboru rosyjskiego w 1821

Mapa guberni w latach 1867–1914

Mapa guberni w latach 1795–1797

Gubernia wileńska (ros. Виленская губерния; biał. Віленская губерня; lit. Vilniaus gubernija) – jedna z guberni Imperium Rosyjskiego, utworzona w 1795 po III rozbiorze Polski. Razem z guberniami kowieńską, grodzieńską, mińską, mohylewską oraz witebską tworzyła Kraj Północno-Zachodni (teren b. Wielkiego Księstwa Litewskiego).

## Historia
Na początku dzieliła się na powiaty (ujezdy): brasławski (później zwany nowoaleksandrowskim), wileński, wiłkomierski, zawilejski, kowieński, oszmiański, rosieński, telszewski, trocki, upicki (poniewieski), szawelski.
W czasie reform administracyjnych Pawła I ukazem z 12 września 1796 (wszedł w życie w 1797) połączono ją z gubernią słonimską w jedną gubernię litewską z siedzibą w Wilnie. Za Aleksandra I gubernia litewska w 1801 podzielona została na wileńską (do 1840 nazywaną litewsko-wileńską) oraz grodzieńską (dawniej gubernia słonimska). Od 1819 roku gubernia wileńska pozostawała pod naczelnym zarządem administracyjnym wielkiego księcia Konstantego.
W 1843 część obszaru przeszła do nowo utworzonej guberni kowieńskiej. W wileńskiej powstały wtedy powiaty: wileński, oszmiański, święciański (powiat zawilejski) i trocki, a także przekazany z guberni grodzieńskiej lidzki oraz z mińskiej – powiat wilejski i dziśnieński.

## Ludność
| Rok  | Razem     | Litwini | Litwini | Polacy  | Polacy | Białorusini | Białorusini | Rosjanie | Rosjanie | Żydzi   | Żydzi | inni   | inni |
| ---- | --------- | ------- | ------- | ------- | ------ | ----------- | ----------- | -------- | -------- | ------- | ----- | ------ | ---- |
| 1862 | 838 464   | 418 880 | 50%     | 154 386 | 18%    | 146 431     | 17%         | 14 950   | 2%       | 76 802  | 9%    | 27 035 | 3%   |
| 1865 | 891 715   | 210 273 | 24%     | 154 386 | 17%    | 418 289     | 47%         | 27 845   | 3%       | 76 802  | 9%    | 4120   | 0%   |
| 1883 | 1 192 000 | 417 200 | 35%     | 281 312 | 24%    | 239 592     | 20%         |          | –        | 176 416 | 15%   | 77 480 | 7%   |
| 1897 | 1 561 713 | 274 414 | 18%     | 126 770 | 8%     | 880 940     | 56%         | 75 803   | 5%       | 197 929 | 13%   | 5857   | 0%   |
| 1909 | 1 550 057 | 231 848 | 15%     | 188 931 | 12%    | 570 351     | 37%         | 408 817  | 26%      | 146 066 | 9%    | 4094   | 0%   |

Podział narodowy ludności guberni wileńskiej (części okupowanej) przeprowadzony przez okupacyjną administrację niemiecką w 1916:
- Cała Ludność - 478 753
- Polacy - 263 149 (55%)
- Litwini - 118 188 (25%)
- Żydzi - 83 127 (20%)
- Inni - 13 489 (5%)

Różnica w spisach rosyjskich i niemieckich dotyczącej liczby Polaków w guberni wileńskiej uwarunkowana była zaniżaniem, przez wszystkie rosyjskie spisy ludności, liczby Polaków mieszkających na ziemiach zabranych.

## Podział administracyjny w 1914 (na powiaty)
- dziśnieński
- lidzki
- oszmiański
- święciański
- trocki
- wilejski
- wileński

## Generał-gubernatorzy wileńscy
- 1801 Levin August, hrabia von Bennigsen
- 1804–1806 Iwan Rückman
- 1806–1808 Aleksander Rimski-Korsakow
- 1812–1830 Aleksander Rimski-Korsakow, ponownie
- 1850–1855 Iwan Bibikow (1794–1857)
- 1855–1863 Włodzimierz Nazimow (1802–1874)
- 1863–1865 hr. Michaił Murawjow Wileński (1796–1866)
- 1865–1866 Konstantin von Kaufman (1818–1882)
- 1866–1868 hr. Edward Baranow (1811–1884)
- 1868–1874 Aleksandr Potapow (1818–1886)
- 1874–1880 Piotr Albiedinski (1826–1883)
- 1880–1884 hr. Eduard Totleben (1818–1884)
- 1884–1893 Iwan Kachanow (1825–1909)
- 1893–1897 Piotr Orżewski (1839–1897)
- 1897–1901 Witalij Nikołajewicz Trocki
- 1901–1902 w czasie przerwy w obsadzie gubernatorów wileńskich funkcję tę pełnił generał-gubernator Prowincji Litewskiej Wiktor Wilhelmowicz von Wahl
- 1902–1904 ks. Piotr Swiatopołk-Mirski (1857–1914)
- 1904–1905 Aleksander Freze
- 1905–1909 Konstanty Krzywicki

1912 – likwidacja urzędu generał-gubernatora wileńskiego

## Miasta
Lista miast guberni na podstawie danych z carskiego spisu powszechnego z 1897 roku oraz porównanie przynależności państwowej w międzywojniu i współcześnie:

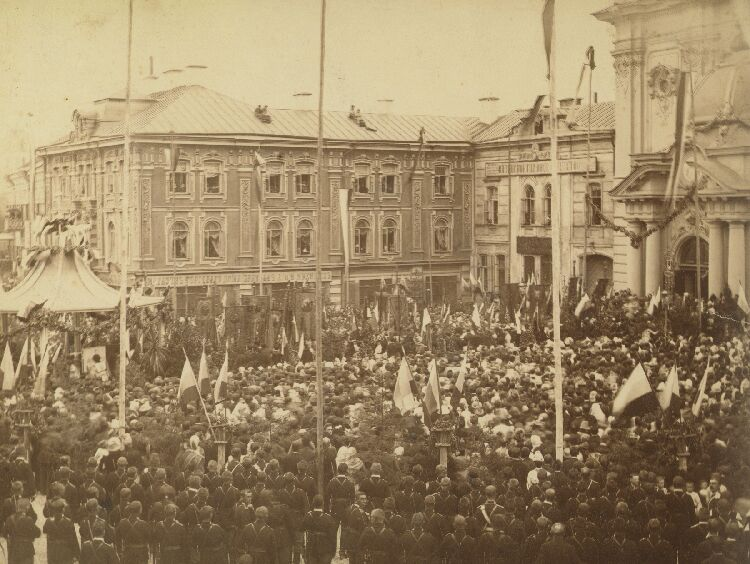
Wilno, 1888

|    | Miasto        | Populacja | Przynależność państwowa | Przynależność państwowa |
|    | Miasto        | w 1897 r  | 1930 r                  | 2016 r                  |
| -- | ------------- | --------- | ----------------------- | ----------------------- |
| 1. | Wilno         | 154 532   |                         | Litwa                   |
| 2. | Lida          | 9 323     |                         | Białoruś                |
| 3. | Oszmiana      | 7 214     |                         | Białoruś                |
| 4. | Dzisna        | 6 756     |                         | Białoruś                |
| 5. | Święciany     | 6 025     |                         | Litwa                   |
| 6. | Druja         | 4 742     |                         | Białoruś                |
| 7. | Wilejka       | 3 560     |                         | Białoruś                |
| 8. | Troki         | 3 240     |                         | Litwa                   |
| 9. | Radoszkowicze | 2 615     |                         | Białoruś                |